# Combat de Pont-de-l'Arche
Seconde Guerre mondiale,
Bataille de France
Batailles
- Drôle de guerre
- Évacuation des civils de la ligne Maginot
- Mobilisation
- Offensive de la Sarre
- Baie de Heligoland
- Incident de Mechelen
- Plan Jaune
- Plan Dyle
- Luxembourg
- Ében-Émael
- Hannut

- Sedan
- Dinant
- Monthermé
- Givet
- La Horgne
- Gembloux
- Flavion
- Louvain
- Charleroi

- Stonne
- Montcornet
- La Sambre
- Arras

- L'Escaut
- Amiens
- La Lys
- Massacre de Vinkt
- Boulogne-sur-Mer
- Calais
- Poche de Lille
- Massacre du Paradis
- Abbeville
- Dunkerque
- Capitulation belge

- L'Aisne
- L'Ailette
- Opération Paula
- l’Exode
- Pont-de-l'Arche
- Opération Cycle
- Opération Ariel

- Les Alpes
- Vallon du Seuil
- Bombardement de Toulon
- Opération Vado
- La Loire
- Saumur
- La vallée du Rhône
- Bombardements de Marseille
- Menton (Pont-Saint-Louis)
- Combats aériens en Suisse
- Armistice du 22 juin

 (novembre 2018).
Le combat de Pont-de-l'Arche est un épisode de la bataille de France lors de la Seconde Guerre mondiale qui s'est déroulé le 9 juin 1940 à Pont-de-l'Arche dans l'Eure entre la Wehrmacht (spécialement des unités d'avant-garde de la division Rommel) et l'Armée française (en l'occurrence, le 4e groupe franc motorisé de cavalerie).

## Le4egroupe franc de cavalerie

### Contexte
Le haut commandement français étant à court d’unités blindées, cinq GFC sont constitués le 1er juin 1940, à Montlhéry où est alors basé le centre d'organisation de motocyclistes et automitrailleuses (COMAM.)
Ces escadrons autonomes, initialement destinés à renforcer la défense de la Somme, sont finalement déployés aux environs de Rouen le 8 juin pour protéger les ponts de la Basse-Seine.
Le 4e GFC est commandé par le capitaine François Huet, qui s'est illustré en mai 1940 en Belgique et futur commandant militaire du maquis du Vercors. Entièrement motorisé, le groupe franc est composé de deux pelotons de canons antichar tractés, d'un peloton de mortiers, d’un peloton de mitrailleuses, d’un autre d’automitrailleuses, d'un peloton de motos et d’un de chars (trois automitrailleuses de combat Renault AMC 35 de 15 tonnes avec canon de 47 mm).
Le 7 juin, les groupes francs partent en direction de la Somme, en empruntant les ponts stratégiques de la Basse-Seine situés à l'est de Rouen. Alors que cette zone normande est encore épargnée par la guerre et pratiquement non défendue, le front de la Somme s'effondre le 8 juin et l'avant-garde de la 7e Panzerdivision allemande du Generalmajor Rommel approche en direction de Rouen. Chaque commandant de groupe franc reçoit l'ordre de prendre position en avant de l'un de ces ponts sur la Seine, points de franchissement stratégiques gardés par seulement quelques réservistes d’un régiment territorial. Les Français doivent tenir sur la rive droite aussi longtemps que possible, pour permettre le repli d’un maximum de troupes puis couvrir les unités du génie chargées de la destruction des ponts. 
Le capitaine Huet et son unité stationnée dans la forêt de Louviers reçoivent par estafette les ordres du général Duffour, commandant la 3e région militaire et chargé du secteur défensif de la Basse-Seine : « Renforcé d'un peloton antichar, le 4e groupe franc se portera le plus vite possible sur la rive nord de la Seine, au nord de Pont-de-l'Arche [et] près des Andelys. Il y organisera cinq points d'appui ayant pour mission de retarder l'avance des éléments allemands déferlant vers la Seine après la bataille de la Somme. La défense sera organisée face à l'est. » Le dispositif prescrit, long d'environ 25 kilomètres, est pris sans délai. Il comprend une liaison précaire à gauche vers Boos, tenu par le 2e groupe franc ; il n'y a pas de liaison à droite : une compagnie britannique[Laquelle ?] signalée tenant [la rivière] l'Andelle à Pitres se replie au sud de la Seine vers 17 h.
Le 4e groupe franc de Huet prend position dans le bourg d'Igoville, situé en avant des ponts routier et de chemin de fer et de Pont-de-l’Arche. L'un des trois chars est en panne sur son porte-engins et les moyens sont comptés. Une unité britannique[Laquelle ?], déployée à quelques kilomètres au nord, doit tenir les hauteurs, en zone rurale, puis se replier vers le bourg et le pont pour renforcer le groupe franc. Huet lui envoie en début de soirée un officier de liaison, à bord d’un side-car, qui revient bientôt avec des renseignements sur l'avance allemande. Quelques heures plus tard pourtant, à la liaison suivante, l'unité alliée a disparu sans prévenir, vraisemblablement vers un autre pont. Sans avoir rencontré la moindre résistance, les Allemands commencent silencieusement à prendre le contrôle de la crête.

### Déroulement

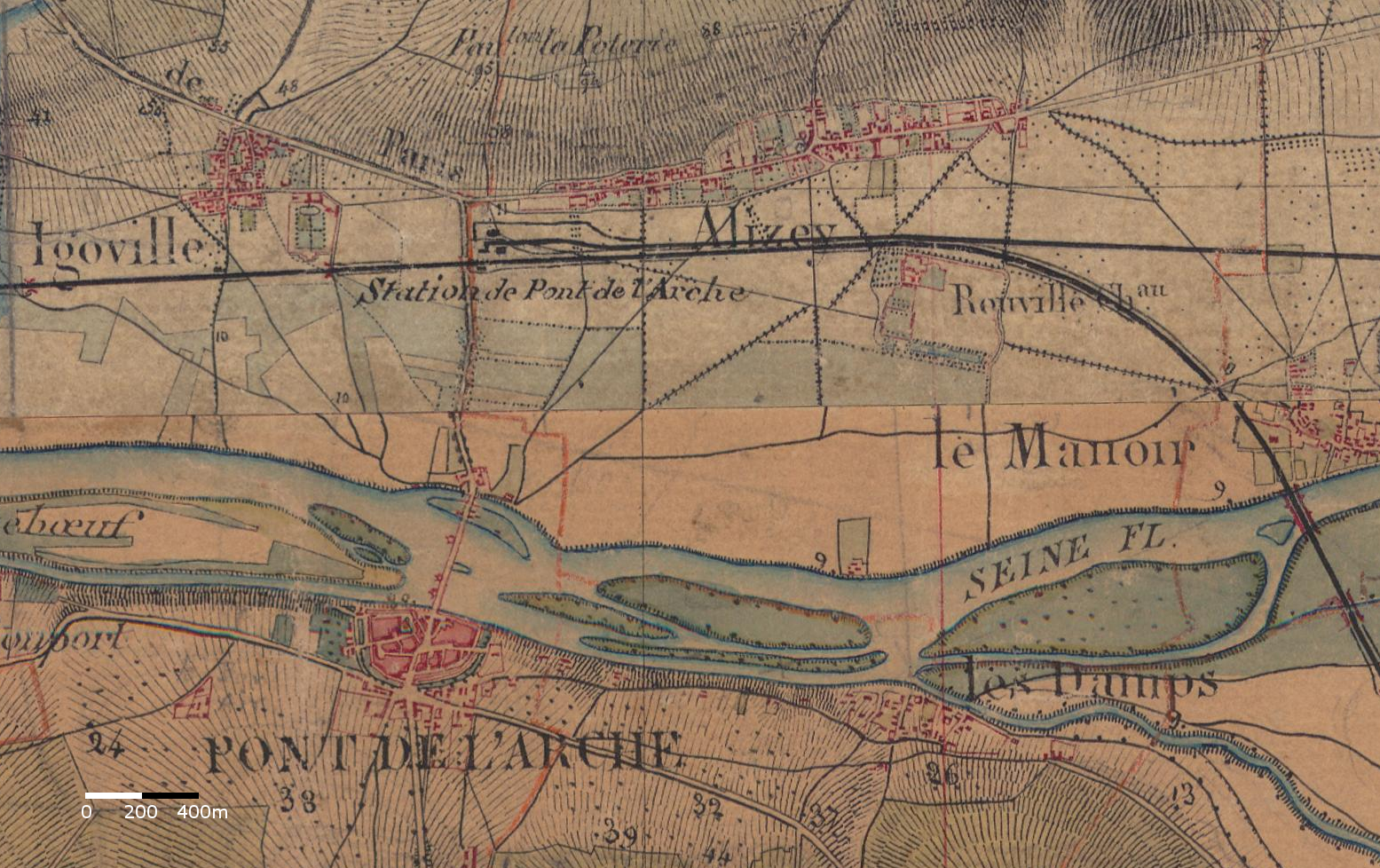
Carte d'état-major du XIXe siècle présentant la zone des combats.

Au cœur de la nuit du 8 au 9 juin, s’engage, en zone urbaine et industrielle, l’action de retardement de Pont-de-l'Arche. Avec quelques canons antichar et mitrailleuses, le 4e groupe franc tient le bourg, soutenu par l’élément blindé mobile que constituent sa poignée d’automitrailleuses et ses deux chars valides. 

Le combat est décrit comme suit : 

« À 3 h 20 exactement, dans le petit jour qui perçait à peine, le premier coup de canon de 25 partit du point d'appui d'Igoville, stoppant net les chars allemands qui descendaient par la route de Rouen. Les routes embouteillées, le terrain difficile rendaient toute manœuvre aléatoire. Ce fut donc un combat d'infanterie, solidement appuyé par les Minenwerfer (lance-mines) et par l'artillerie allemande, dont un avion réglait le tir à moyenne altitude, tout en jetant des projectiles incendiaires. Les Allemands ne tardèrent pas à se ressaisir : ils garnirent de mitrailleuses la crête située à 500 mètres au nord d'Igovile-Alizay, que les effectifs réduits de la défense n'avaient pas permis de tenir solidement. Tirant à obus explosifs, les chars allemands firent taire les armes automatiques, trahies par leurs balles traceuses. Mais, à l'abri des couverts, les Français infiltrèrent les positions ennemies et chassèrent les fantassins allemands, qui se replièrent précipitamment. 
À l'aube, les points d'appui d'Igoville et d'Alizay tenaient toujours. Peu après, une infiltration allemande menaça de mettre en péril le dispositif français de destruction [du pont]. »

Au matin, les munitions ayant été pratiquement dépensées, Huet ordonne le repli de ses pelotons et cherche à faire traverser in extremis autant de ses hommes que possible.
« À 7 h, le capitaine Huet donna l'ordre, par fusée, de faire sauter le pont (ce qui fut accompli quelques instants plus tard), en continuant à se battre le dos au fleuve.(...) Une pression allemande de plus en plus forte fut contenue à grand-peine. (...) Pour éviter d'être acculé à la Seine, François [Huet] tenta de replier la défense vers la droite, en direction du pont du Manoir, sous la protection de deux automitrailleuses, de deux chars et d'un petit groupe de volontaires. Le passage du personnel s'effectua à la nage et par des barques, où l'on entassa les armes automatiques et les munitions. François ordonna de détruire ou de jeter à la Seine le matériel et les canons qui n'avaient pas été endommagés. »
Mais le combat n’était pas terminé.

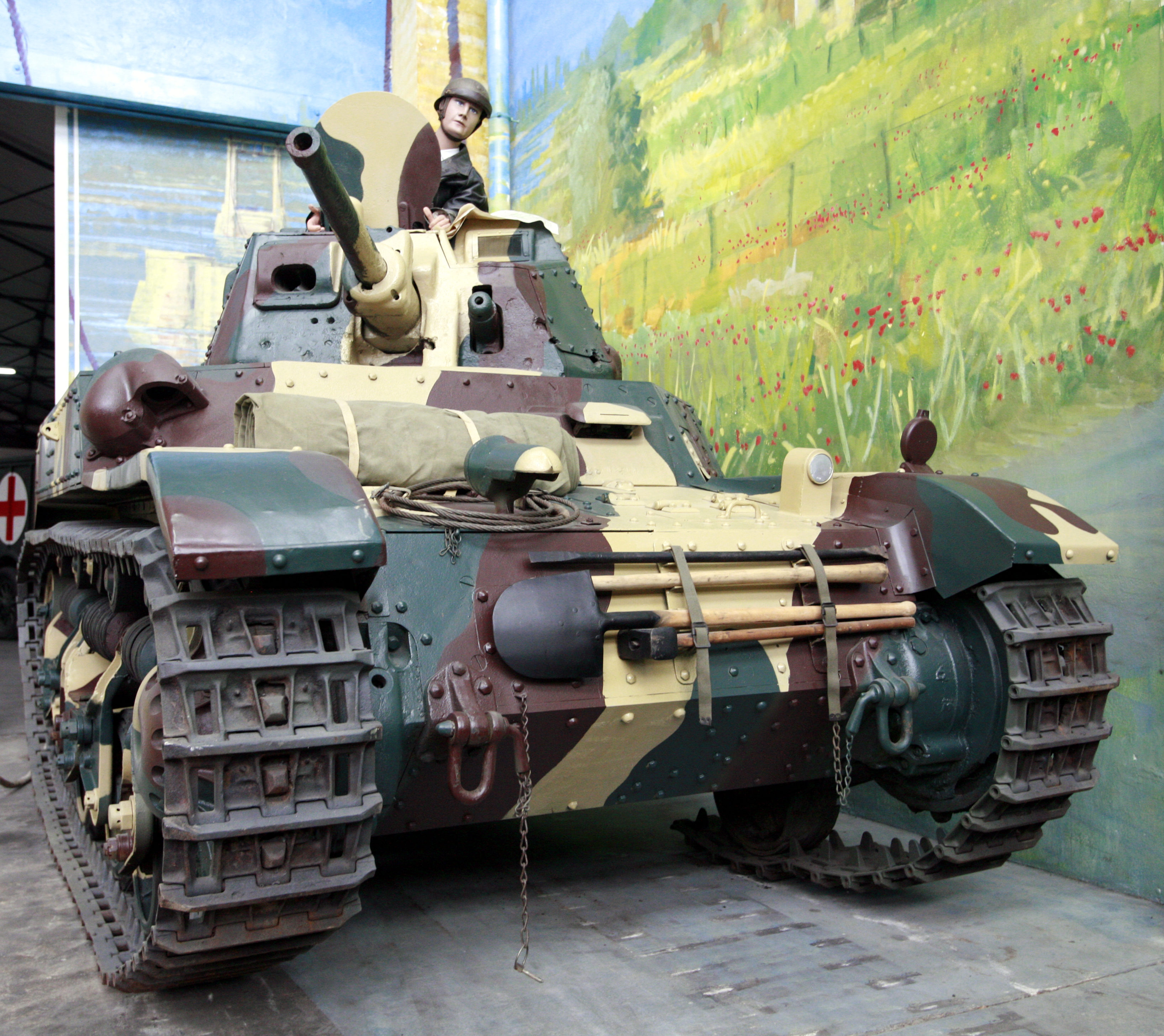
Char AMC 35, musée des blindés de Saumur

Les deux chars et les deux automitrailleuses qui défendaient l'entrée du bourg demeurent en arrière-garde sur la rive droite de la Seine, pont coupé. Un régiment d’infanterie[Lequel ?] de la division Rommel, sur side-cars, soutenu par des canons antichar, commence à s’infiltrer dans les ruelles. Le char de l'aspirant Dubern ayant été touché à plusieurs reprises par des balles incendiaires, il lui faut sortir de son blindé sous les tirs adverses pour les éteindre avec ses pieds et ses mains. Les instruments optiques de son char ayant été mis hors d’usage par un obus, il continue à effectuer les visées et à commander le feu tourelle ouverte, jusqu’à épuisement des munitions. Lorsque ce moment fut sur le point d’arriver, chacun des chars avait tiré plus de 90 obus et des milliers de balles de mitrailleuse lourde. La position devenant indéfendable, les deux chars et les deux automitrailleuses se regroupent vers la sortie du bourg, aussi près que possible de la Seine. Pour s’extraire des engins, l’aspirant Lepage, second de Dubern, donne l’exemple d’une idée astucieuse : percer doucement le mur d’une maison en marche arrière et y abriter le char. Avant de s’en aller, les équipages incendient leurs quatre blindés avec ce qui leur reste d’essence, pour les rendre inutilisables, puis les cavaliers, légèrement armés, entament leur retraite. Il est 10 h 30 du matin. Par bonds successifs, ils parviennent à franchir, sous le feu allemand, les dernières rues, puis les prairies de la berge, jusqu’au fleuve. Là, ils se dispersent pour accroître leurs chances de traverser la Seine, à l’exception d’un cavalier ne sachant pas nager qui, équipé d’autorité d’une chambre à air en guise de bouée, traverse avec le meilleur nageur, Lepage. 
Ils passent tous mais, dispersés sur la rive gauche au cours des heures suivantes, ne rejoignent que progressivement le 4e groupe franc, toujours parfaitement opérationnel. Le capitaine Huet accueille ces hommes, portés disparus, avec émotion. « Pour le baroud », dans l’esprit de Saumur, les deux chars des aspirants Dubern et Lepage et les deux automitrailleuses étaient parvenus sans soutien extérieur à stopper Rommel, pendant 2 h 30 (de 8 h à 10 h 30), et le général allemand évoque ce « surprenant retard » dans ses mémoires. Il précise même s'être approché en personne avec des jumelles pour essayer de comprendre la situation.
À Rommel qui s'impatientait de ne pouvoir s'emparer du pont de l'Arche et qui demandait quelle était la grande unité française qui lui en interdisait le passage, il fut répondu : « Il s'agit d'un capitaine avec un escadron[source insuffisante] ! »
Le capitaine Huet, les aspirants Dubern et Lepage sont cités à l'ordre de l'Armée pour cette action de retardement.

### Bilan
Ce combat peu connu, livré à l'avant-garde de la division blindée Rommel par le capitaine Huet et une centaine de jeunes gens, dont certains n'avaient jamais combattu, préfigure assez bien la défense de Saumur par les cadets quelques jours plus tard.
Le 4e groupe franc poursuit ses actions de retardement jusqu'à l'armistice du 22 juin 1940, de façon parfaitement ordonnée, mais handicapé par une mission annexe de protection de l'état-major du général de La Laurencie. Huet reçoit plusieurs fois l'ordre de décrocher pour escorter l'état-major du général qui battait en retraite. 
Les 16 et 17 juin, le 4e groupe franc prend une part active à la défense de Château-Gontier, puis s'illustre particulièrement en tenant les ponts du Lion-d'Angers, bloquant les infiltrations blindées ennemies, sous de forts bombardements d’artillerie et de Stukas. Le 18, il intervient à nouveau dans la défense de Vernet[Où ?] et de Bécon-les-Granits, près d'Angers, avant de passer la Loire dans la soirée à Montjean-sur-Loire.
Lorsque l'armistice entre en vigueur, le 24 juin à 19 h, le groupe franc vient d'atteindre la Garonne et, deux jours plus tard, s'installe à Flaujagues (Gironde).

## Ordre de bataille du4eGFC du 8 juin 1940
Effectif : 177 hommes, dont 8 officiers, 19 sous-officiers et 150 cavaliers ; 
- 1 peloton de commandement,
- 1 peloton de chars, à 2 AMC-35 (un troisième étant en panne),
- 1 peloton d'automitrailleuses,
- 1 peloton antichar à 2 canons antichar de 47 mm,
- 1 peloton antichar à 2 canons de 25 mm,
- 1 peloton de mitrailleuses lourdes,
- 1 peloton de motos,
- 1 peloton de mortiers.

## Sources
- René-Gustave Nobécourt, Les Soldats de 40 dans la première bataille de Normandie : de la Bresle au Cotentin, Luneray, Bertout, 1986, 397 p. (ISBN 978-2-86743-045-9, LCCN 87209914, lire en ligne)

- François Broche (préf. Henri Amouroux), François Huet, chef militaire du Vercors 1944 : Une vie au service de la France, Paris, Éditions Italiques, 2004, 304 p. (ISBN 2-910536-48-3), pages 108 à 116

- (en) Robert Forczyk, Case Red : L'effondrement de la France, Éditions Bloomsbury, 2017, 400 p. (ISBN 978-1-4728-2444-8, lire en ligne), pages 307-308

- (fr) Aspirant Guy Dubern, lettres à ses parents, 1940 (états de services et documents sur le GFC no 4).

- (en) Lieutenant Robert Marius Gueiroard, alias Robert M. Gerard, Tank Fighter Team, 1942 Utilisé pour l'entraînement des troupes américaines.